# Gudum Sogn (Slagelse Kommune)
Gudum Sogn 
ist eine Kirchspielsgemeinde (dän.: Sogn)
auf der Insel Sjælland im südlichen Dänemark.
Bis 1970 gehörte sie zur Harde Slagelse Herred im damaligen Sorø Amt, danach zur Slagelse Kommune im Vestsjællands Amt, die im Zuge der  Kommunalreform zum 1. Januar 2007 in der „neuen“ Slagelse Kommune in der Region Sjælland aufgegangen ist.
Der Name „Gudum“ bedeutet Götterheim und stammt aus der Wikingerzeit.
Im Kirchspiel leben 93 Einwohner (Stand: 1. Januar 2023). Im Kirchspiel liegt die Kirche „Gudum Kirke“.
Nachbargemeinden sind im Norden Sønderup Sogn, im Nordosten Sorterup Sogn, im Südosten Ottestrup Sogn und im Südwesten Nørrevang Sogn.